# Législation sur la cocaïne

Statut légal de la cocaïne
légale (détention de moins d'un demi-gramme)
légale (utilisation médicale)
décriminalisée
illégale
données non disponibles

Cette page présente un aperçu des législations sur la cocaïne dans le monde. Incluse dans le tableau I de la convention unique sur les stupéfiants de 1961, la production, la distribution et la vente de cocaïne sont interdits dans la plupart des pays du monde.

## Afrique

### Algérie
En 2025, une nouvelle loi votée, prévoit la peine capitale et la mise en place de prises de sang pour les demandeurs d’emploi et les enfants scolarisés.

## Amérique

### Canada
Au Canada, la cocaïne est régie par la loi réglementant certaines drogues et autres substances (annexe I). La possession est passible de 7 ans d'emprisonnement, tandis que le trafic, l'exportation et la production sont passibles de l'emprisonnement à perpétuité.

### Colombie
En 1994, la possession d'un gramme de cocaïne pour usage personnel a été autorisée. La vente reste illégale, mais la production pour la consommation personnelle et les dons de cocaïne sont autorisés.
Depuis le 1er octobre 2018, sous la présidence de Ivan Duque, la quantité minimale d'un gramme de cocaïne peut être confisquée et assujettie d'une amende.

### États-Unis
Aux États-Unis, la possession hors usage médical de cocaïne et la vente sans permis d'importation et de vente délivré par le gouvernement sont passible de peine d'emprisonnement. C'est dans la deuxième catégorie de substances. 

### Mexique
Depuis le 25 août 2009, la législation mexicaine autorise la possession de petites quantités de cocaïne, héroïne, marijuana et ecstasy pour consommation personnelle. La possession de cocaïne tolérée est d'un demi-gramme.

## Asie

### Arabie saoudite
En Arabie saoudite, l'usage et la possession de cocaïne sont passibles de la peine de mort.

### Inde
En Inde, l'usage et la possession de cocaïne sont illégaux avec une peine obligatoire de 10 ans d'emprisonnement.

### Singapour
À Singapour, la possession de plus de 30 grammes de cocaïne conduit à une condamnation à mort obligatoire.

## Europe

### Allemagne
La possession de cocaïne sans prescription médicale est illégale.

### Espagne
En Espagne, la cocaïne est considérée comme un stupéfiant. L'usage en vue de la consommation personnelle est toléré.

### Belgique
La législation belge interdit "l’importation, l’exportation, le transit, la fabrication, la conservation, c'est-à-dire le stockage dans les conditions requises, l'étiquetage, le transport, la détention, le courtage, la vente et l’offre en vente, la délivrance et l’acquisition à titre onéreux ou à titre gratuit, des substances vénéneuses, soporifiques, stupéfiantes, désinfectantes ou antiseptiques ainsi que la culture des plantes dont ces substances peuvent être extraites."
Rappelons ici qu'aucune mention n'est faite du consommateur lui-même, on parle de détenteur.

### France
En France, la cocaïne est classée comme stupéfiant.
Sa consommation est passible de 1 an d'emprisonnement et de 3 750 euros d'amende, sa vente est passible de 5 ans d'emprisonnement et sa fabrication est passible de 20 ans d'emprisonnement.
Les feuilles de coca sont également classées comme stupéfiant.
L'emploi de la cocaïne comme traitement médicamenteux est possible : le mélange de Bonain, une préparation pharmaceutique à base de cocaïne, employée comme anesthésique local en chirurgie stomatologique, est inscrit au Formulaire national.

### Italie
En Italie, la quantité de cocaïne autorisée pour la consommation personnelle est de 750 mg. Au-delà, la possession est assimilée au trafic.

### Pays-Bas
La possession de moins d'un demi-gramme n'est habituellement pas sanctionnée[réf. nécessaire].

### Portugal
L'usage personnel est décriminalisé.

### Royaume-Uni
L'usage médical pour contrôler les douleurs est autorisé.

### Suisse
En Suisse, si le consommateur de cocaïne est pris en flagrant délit par la police, il commet une infraction à la loi fédérale sur les stupéfiants et les substances psychotropes passible d'une amende, parfois également d'une cure de désintoxication. Le trafic est passible d'une peine de prison.

### Tchéquie
En Tchéquie, la possession d'un gramme de cocaïne est autorisée[réf. souhaitée].